# ماهی‌خورک آبی‌درخشان
 ماهی‌خورک آبی‌درخشان (نام علمی: Alcedo quadribrachys) نام یک گونه از تیره ماهی‌خورک‌های رودخانه‌ای است.